# Tilburgse zegeltjeskraak
De  Tilburgse zegeltjeskraak  wordt de geslaagde overval genoemd, die de verzetsgroep KP-Soest onder leiding van Johannes van Zanten op 25 januari 1944 pleegde op het stadhuis van Tilburg.
Bij deze verzetsactie werden 105.000 nieuw ingevoerde plakzegels (zogenaamde Rauterzegels) en 700 blanco persoonsbewijzen buitgemaakt. Na distributie via de ondergrondse kanalen van de LO konden hiermee dreigende problemen voor de voedselvoorziening van onderduikers en verzetsmensen voor langere tijd worden afgewend. De beramer van het plan, de Betuwse KP-leider Van Zanten, had dit tot in detail voorbereid met de Tilburgse gemeenteambtenaar en LO-er Jan Poort.
Tijdens de uitvoering van de actie deden zich enkele onverwachte complicaties voor, die dankzij slagvaardig optreden van de betrokken Tilburgse ambtenaren werden overwonnen. Er behoefde zelfs geen schot te worden gelost. De Duitse bezetter wist de daders niet op het spoor te komen en liet represailles achterwege.
Het huzarenstuk van de KP-Soest is door de historicus Loe de Jong als een van de belangrijkste wapenfeiten van het Nederlands verzet in de Tweede Wereldoorlog betiteld en uitvoerig door hem beschreven.